# Михайловка (Шаранський район)
Миха́йловка (рос. Михайловка, башк. Михайловка) — присілок у складі Шаранського району Башкортостану, Росія. Входить до складу Мічурінської сільської ради.
Населення — 138 осіб (2010; 182 у 2002).
Національний склад:
- чуваші — 91 %